# Infokiosque

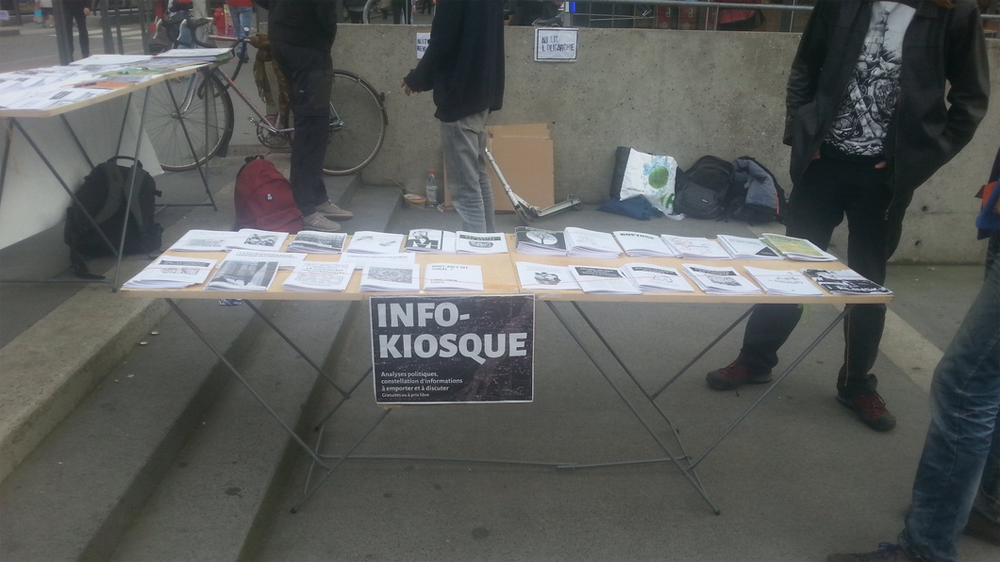
Une table d’infokiosque, à Lyon.

Un infokiosque est un étal (table et/ou présentoir et/ou cartons, classeurs) proposant des brochures, des fanzines, des livres ou d'autres produits généralement culturels.
Bien souvent organisé dans des milieux proches du courant libertaire, les infokiosques proposent habituellement les documents à prix libre ou très peu élevé. Ces documents traitent de façon générale de contrecultures ou de politique, théorique ou appliquée (anarchisme, autonomie, théories situationnistes, etc.).

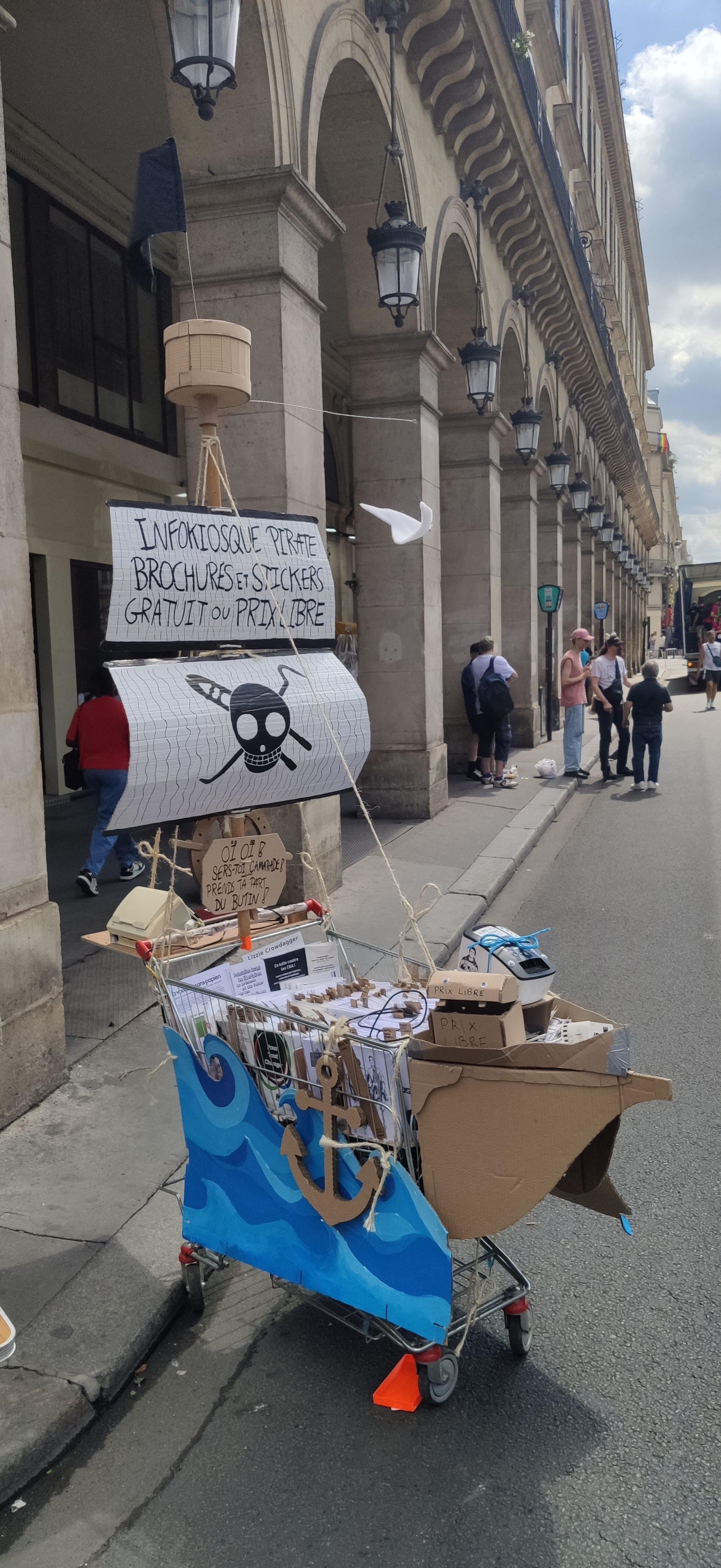
Un infokiosque mobile, créé à partir d'un chariot de supermarché et décoré comme un bateau pirate.